# Міло (переписна місцевість, Мен)
Міло (англ. Milo) — переписна місцевість (CDP) в США, в окрузі Піскатаквіс штату Мен. Населення — 1751 особа (2020).

## Географія
Міло розташоване за координатами 45°14′34″ пн. ш. 68°57′3″ зх. д. / 45.24278° пн. ш. 68.95083° зх. д. (45.242641, -68.950708).  За даними Бюро перепису населення США в 2010 році переписна місцевість мала площу 20,91 км², з яких 20,07 км² — суходіл та 0,84 км² — водойми.

## Демографія
Згідно з переписом 2010 року, у переписній місцевості мешкало 1847 осіб у 827 домогосподарствах у складі 502 родин. Густота населення становила 88 осіб/км².  Було 993 помешкання (47/км²).
Расовий склад населення:
| - 96,9 % — білих - 1,1 % — чорних або афроамериканців - 0,4 % — корінних американців - 0,3 % — азіатів |

До двох чи більше рас належало 0,9 %. Частка іспаномовних становила 1,0 % від усіх жителів.
За віковим діапазоном населення розподілялося таким чином: 22,4 % — особи молодші 18 років, 57,2 % — особи у віці 18—64 років, 20,4 % — особи у віці 65 років та старші. Медіана віку мешканця становила 44,2 року. На 100 осіб жіночої статі у переписній місцевості припадало 94,2 чоловіків;  на 100 жінок у віці від 18 років та старших — 92,0 чоловіків також старших 18 років.
Середній дохід на одне домашнє господарство  становив 38 600 доларів США (медіана — 30 943), а середній дохід на одну сім'ю — 47 479 доларів (медіана — 36 409). Медіана доходів становила 36 786 доларів для чоловіків та 35 909 доларів для жінок. За межею бідності перебувало 27,4 % осіб, у тому числі 39,9 % дітей у віці до 18 років та 13,4 % осіб у віці 65 років та старших.
Цивільне працевлаштоване населення становило 630 осіб. Основні галузі зайнятості: освіта, охорона здоров'я та соціальна допомога — 36,0 %, виробництво — 20,0 %, роздрібна торгівля — 14,8 %.